# أذن الأسد القطرمية
أذن الأسد القطرمية (الاسم العلمي:Leonotis nepetifolia) هو نوع من النباتات يتبع جنس أذن الأسد من الفصيلة الشفوية.